# Inline alpine slalom ai World Skate Games
L'inline alpine slalom è inserito nel programma dei World Skate Games dalla prima edizione che si è svolta nel 2017.

## Edizioni
| Giochi | Anno | Sede         | Gare          |
| ------ | ---- | ------------ | ------------- |
| I      | 2017 | Nanchino     | 7             |
| II     | 2019 | Barcellona   | 9             |
| III    | 2022 | Buenos Aires | Non disputato |
| IV     | 2024 | Roma         | 18            |

## Medagliere complessivo
Aggiornato alla quarta edizione
| Posiz. | Nazione    | Oro | Argento | Bronzo | Totale |
| ------ | ---------- | --- | ------- | ------ | ------ |
| 1      | Germania   | 23  | 19      | 19     | 61     |
| 2      | Italia     | 8   | 6       | 4      | 18     |
| 3      | Lettonia   | 3   | 3       | 2      | 8      |
| 4      | Spagna     | 0   | 3       | 5      | 8      |
| 5      | Rep. Ceca  | 0   | 2       | 1      | 3      |
| 6      | Polonia    | 0   | 1       | 1      | 2      |
| 7      | Slovacchia | 0   | 0       | 1      | 1      |
| Totale | Totale     | 34  | 34      | 34     | 102    |